# دوچقای
 دوچقای، روستایی از توابع بخش ماهیدشت شهرستان کرمانشاه در استان کرمانشاه ایران است.

## جمعیت
این روستا در دهستان چقانرگس قرار دارد و بر اساس سرشماری مرکز آمار ایران در سال ۱۳۸۵، جمعیت آن ۱۱۷ نفر (۲۸خانوار) بود.